# 成瀬陽一
成瀬 陽一（なるせ よういち、1962年 - ）は、日本の登山家、沢登り家。

## 概要
20歳の時に沢登りに出会い、それ以降沢登りにのめり込む。日本国内だけでなく、韓国、台湾、中国大陸、ハワイカウアイ島、レユニオン、タヒチなどで沢登りをしている。

## 登山歴
- 2011年7月 四国石鎚山系高瀑132m、佐藤裕介と初登攀[2]。
- 2013年7-8月 レユニオン島 マルソワン川遡行、プラ・ド・カベルネ峡谷遡行[3]。
- 2014年5月 奄美大島 タンギョの滝 第二登（最下段初登）、篠穂の滝 初登。[4][5]
- 2015年8月 白山尾上郷川カラス谷ゴルジュ 初登[6]。
- 2015年11月 銚子川岩井谷奥ノ大滝 初登[7]。
- 2018年3月 ボルネオ島キナバル山ローズガリー遡行（敗退）[8]。

## 著作
- 『俺は沢ヤだ!』東京新聞出版局（2009年）[1]
- 連載「大滝巡攀」『岳人』東京新聞 2011年1月号(763号)-[9]
- 連載「大滝巡攀II 沢登りの水平線」『岳人』東京新聞